# Fort Ripley (Minnesota)
Fort Ripley – miasto w Stanach Zjednoczonych, w stanie Minnesota, w hrabstwie Crow Wing.